# 128562 Murdin
128562 Murdin este un asteroid din centura principală de asteroizi.

## Descriere
128562 Murdin este un asteroid din centura principală de asteroizi. A fost descoperit pe 10 august 2004 la Stația Anderson Mesa în cadrul programului LONEOS. Asteroidul prezintă o orbită caracterizată de o semiaxă mare de 2,77 ua, o excentricitate de 0,12 și o înclinație de 8,0° în raport cu ecliptica.